# Norska smörkrisen

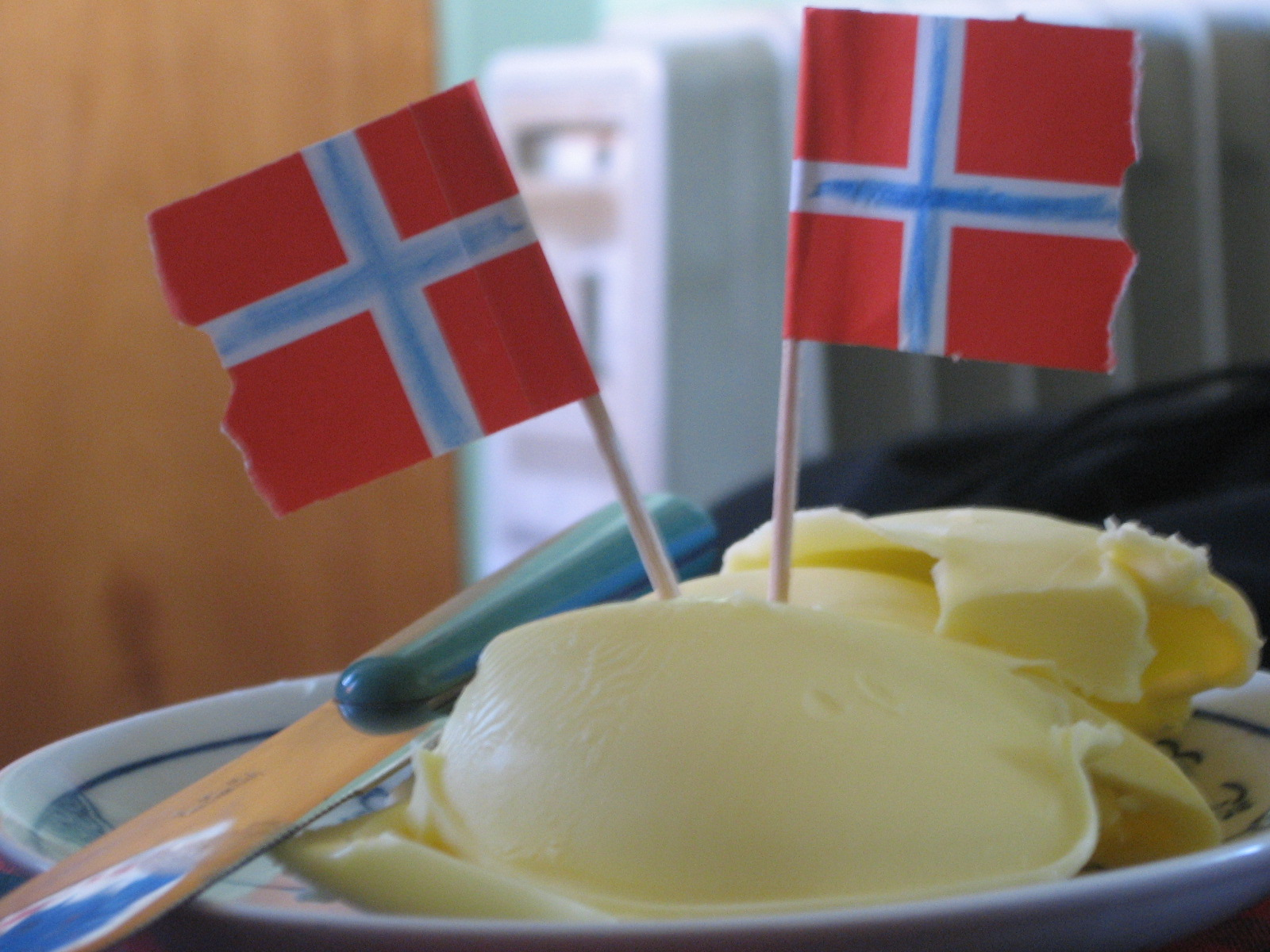
En tallrik med smör upplagt för Norges grundlagsdag på 17 maj.

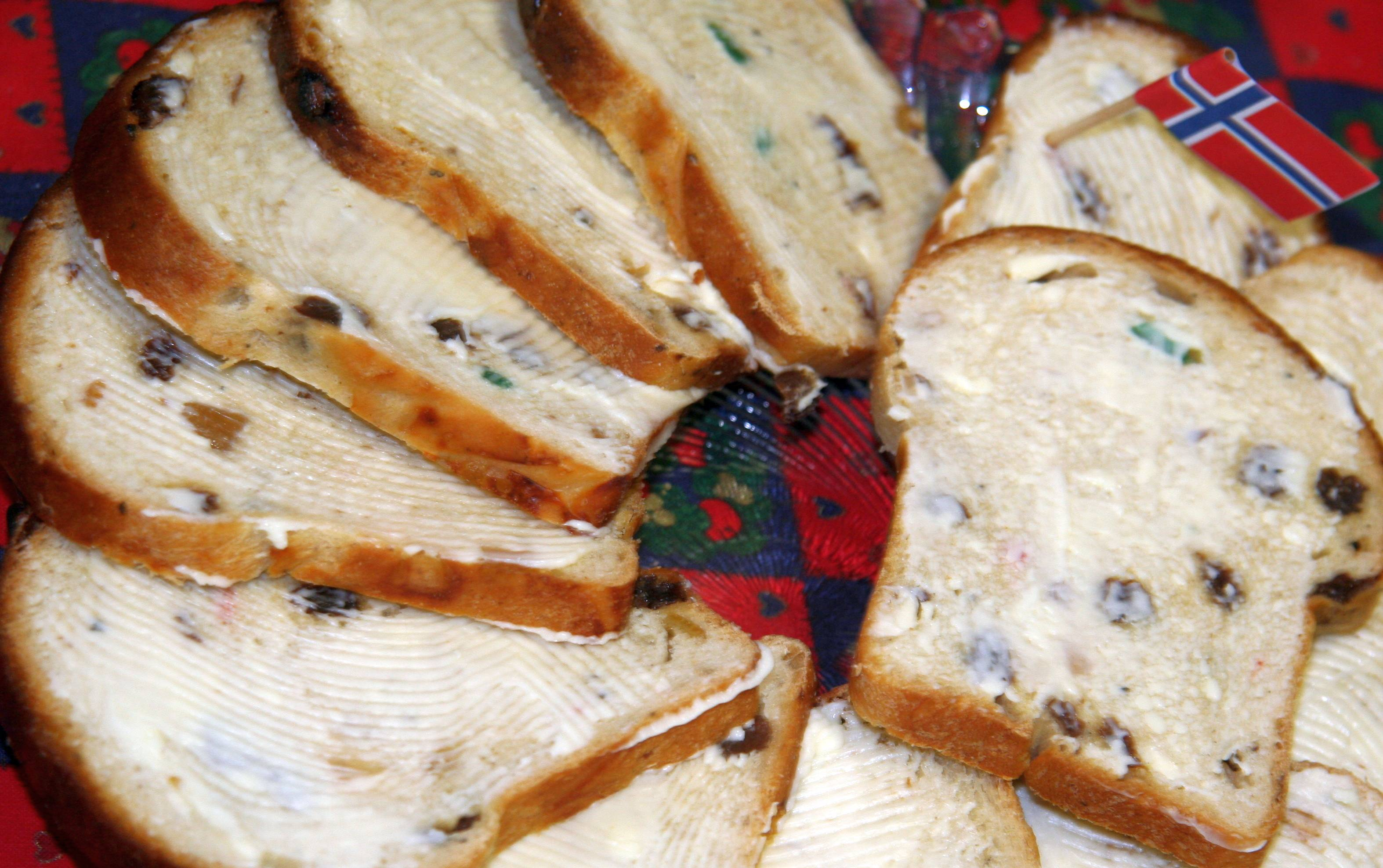
Traditionellt norskt julebrød (eller julekake) i skivor med smör på.

Norska smörkrisen inträffade mot slutet av 2011 på grund av en akut brist på smör som ledde till en kraftig höjning av smörpriset på den norska marknaden. Krisen ledde till att priser rusade i höjden och smörleveranser till butiker sålde slut på några minuter.  Enligt den danska kvällstidningen B.T. greps Norge under en tid av "smörpanik".

## Smörbrist
Stora mängder regn under sommaren 2011 gjorde betet sämre för norskt boskap, vilket ledde till att mjölkproduktionen under sommarmånaderna minskade med 20 miljoner liter, och därmed skarpt höjda priser på smör. Samtidigt ökade efterfrågan kraftigt, upp till 20 % i oktober 2011 och ytterligare 30 % i november. Ett 250-gramspaket importerat smör kunde kosta 300 norska kronor i mitten av december 2011, alltså 1200 kr/kilo. I Norge har smör länge varit en viktig del i julmaten och hade på senare år blivit populärt genom LCHF-dieter.
Bristande tillgång höll i sig på grund av höga tullar på importerat smör för att skydda den inhemska mjölkindustrin, vilket hade lett till att 90 % av allt smör i affärerna var norsktillverkat. Mjölkindustrin uppskattade ett underskott på 500 till 1000 ton, samtidigt som efterfrågan gått upp med 30 % sedan 2010. Livsmedelskoncernen Tine, som stod för 90 % av den norska smörproduktionen vid krisen var både den största mjölkkoncernen i Norge och dominerande på marknaden, anklagades av mjölkbönder för att undanhållit information om den höga efterfrågan och för att ha exporterat för mycket smör trots den annalkande krisen i landet.

## Reaktioner
För att bemöta den ökande kritiken bad Tine norska regeringen att sänka importtullarna för att kunna möta efterfrågan med billigare importerat smör. Regeringen sänkte därefter tillfälligt tullavgifterna med 80 % till mars 2012 från 25 till 4 norska kronor per kilo.  Situationen ledde till krav på att det statliga monopolet på smörproduktion skulle reformeras. Den norska mjölkindustrin skapades efter andra världskriget för att hålla upp priserna för att skydda småbönder, men som i och med smörkrisen visat att det misslyckats med att tillgodose konsumenternas behov.
Krisen ledde till en rad olika reaktioner från individer och organisationer i Norge och dess grannländer. En norsk tidning lockade abonnenter med erbjudande om ett halvt kilo smör och studenter lade upp smör på auktion för att bekosta studentfester. Flera personer ertappades med att försöka smuggla in smör i landet och svenskar la upp annonser som erbjöd smörleveranser till Norge för upp till 460 norska kronor per paket. Den danske mejeriföretagaren Karl Christian Lund delade ut tusentals smörpaket i Kristiansand och Oslo för att göra reklam för sitt eget smörmärke medan svenska livsmedelsafärer erbjöd gratis smör till norska kunder för att locka dem till att handla på andra sidan svensk-norska gränsen. På den svenska sidan om gränsen vid Svinesund uppgav affärer att de sålde 20 gånger mer smör än vanligt och att nio av tio av köparna var norska. Ett danskt teveprogram gick ut med ett ”nödanrop” till sina tittare att skicka smör och samlade ihop 4000 paket att dela ut bland norrmän. Danska flygplatser och färjelinjer som trafikerade sunden mellan Danmark och Norge började även sälja smör i sina taxfreebutiker. Smörkrisen blev också ett populärt ämne för komiker och humorprogram runt om i världen. Den amerikanske politiske satirikern Stephen Colbert gjorde bland annat ett inslag om smörbristen i sitt program ’’The Colbert Report’’.

## Följder
Norsk handel förlorade uppemot 43 miljoner norska kronor på smörkrisen, något som ledde till krav från det populistiska Fremskrittspartiet att koncernen Tine skulle gå in och ersätta dem för förlusten.